# Francis Maitland Balfour

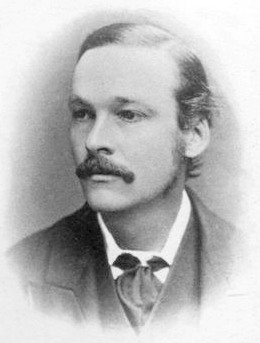
Francis Maitland Balfour.

Francis Maitland Balfour, född 10 november 1851, död 19 juli 1882, var en engelsk embryolog. Han var bror till Arthur Balfour, 1:e earl av Balfour och Gerald Balfour, 2:e earl av Balfour.
Balfour var fellow vid Trinity College, Cambridge. År 1878 blev han fellow i Royal Society och 1881 belönades han med Royal Medal.  Han utgav 1880-81 Treatise of comparative embryology, den första jämförande embryologin och ett på sin tid högt skattat arbete. Ett annat viktigt arbeta av honom är On the development of Elasmobrach fishes (1878).